# Вест-Белмар (Нью-Джерсі)
Вест-Белмар (англ. West Belmar) — переписна місцевість (CDP) в США, в окрузі Монмаут штату Нью-Джерсі. Населення — 2459 осіб (2020).

## Географія
Вест-Белмар розташований за координатами 40°10′14″ пн. ш. 74°2′15″ зх. д. / 40.17056° пн. ш. 74.03750° зх. д. (40.170665, -74.037579).  За даними Бюро перепису населення США в 2010 році переписна місцевість мала площу 1,22 км², уся площа — суходіл.

## Демографія
Згідно з переписом 2010 року, у переписній місцевості мешкали 2493 особи в 984 домогосподарствах у складі 646 родин. Густота населення становила 2050 осіб/км².  Було 1092 помешкання (898/км²).
Расовий склад населення:
| - 91,0 % — білих - 1,6 % — азіатів - 0,6 % — корінних американців - 0,6 % — чорних або афроамериканців - 5,1 % — осіб інших рас |

До двох чи більше рас належало 1,1 %. Частка іспаномовних становила 10,7 % від усіх жителів.
За віковим діапазоном населення розподілялося таким чином: 21,5 % — особи молодші 18 років, 66,9 % — особи у віці 18—64 років, 11,6 % — особи у віці 65 років та старші. Медіана віку мешканця становила 40,7 року. На 100 осіб жіночої статі у переписній місцевості припадало 93,9 чоловіків;  на 100 жінок у віці від 18 років та старших — 90,0 чоловіків також старших 18 років.
Середній дохід на одне домашнє господарство  становив 99 793 долари США (медіана — 72 218), а середній дохід на одну сім'ю — 116 806 доларів (медіана — 93 403). За межею бідності перебувало 3,2 % осіб, у тому числі 8,2 % дітей у віці до 18 років та 5,4 % осіб у віці 65 років та старших.
Цивільне працевлаштоване населення становило 1381 осіб. Основні галузі зайнятості: освіта, охорона здоров'я та соціальна допомога — 26,7 %, роздрібна торгівля — 15,8 %, фінанси, страхування та нерухомість — 9,3 %, науковці, спеціалісти, менеджери — 8,8 %.